# Jay R. Smith

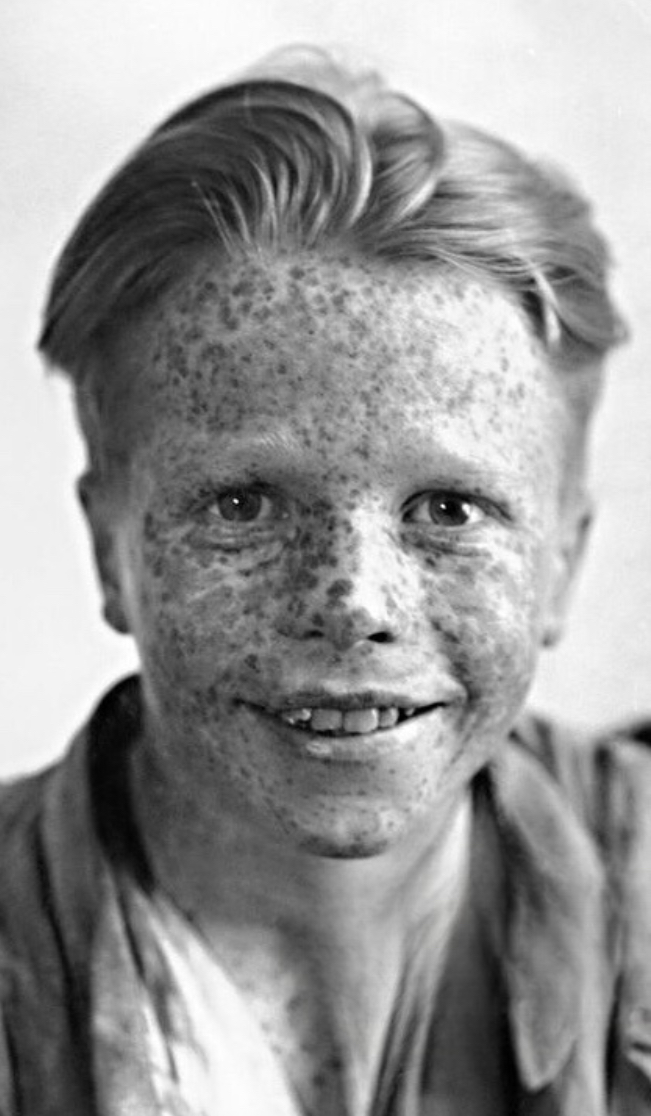
Jay R. Smith bei den Kleinen Strolchen

Jay R. Smith (* 29. August 1915 in Los Angeles, Kalifornien; † vor oder am 5. Oktober 2002 bei Las Vegas, Nevada) war ein US-amerikanischer Schauspieler.

## Leben

### Zeit in Hollywood
Jay R. Smith erlangte Bekanntheit durch seine Mitwirkung an der Kurzfilm-Komödienreihe Die kleinen Strolche (Our Gang). Smith spielte zwischen 1925 und 1929 in insgesamt 36 Kurzfilmen. Im Vergleich zu den meisten seiner Kinderdarsteller-Kollegen bei den Kleinen Strolchen stand Smith mit seinen zehn Jahren erst vergleichsweise vor der Kamera. Er debütierte 1925 in Boys Will Be Joys und übernahm eine wichtige Rolle in der Serie, indem er den zu groß gewordenen Mickey Daniels als „Sommersprossiges Kind“ in der Filmreihe ersetzte. Zwar war Daniels nur ein Jahr älter als Smith, doch letzterer war selbst als Erwachsener nicht größer als 1,52 Zentimeter und konnte daher länger überzeugend ein Kind spielen. Er verließ die Serie 1929 freiwillig nach dem ersten Tonfilm der Kleinen Strolche, offenbar da er mit seiner Sprechstimme in diesem Film unzufrieden war. 
In seiner Zeit bei den Kleinen Strolchen hatte Smith auch einen kleinen Auftritt an der Seite von Stan Laurel und Oliver Hardy in der Roach-Produktion Diese Dame ist ein Kerl von 1926. Seinen letzten Filmauftritt absolvierte Smith im Jahr 1931 in Blood and Thunder, einem Kurzfilm der Boyfriends-Filmreihe. Insgesamt spielte sich die kurze Filmkarriere von Smith ausschließlich in Produktionen von Hal Roach ab.

### Späteres Leben
Nach seinem Schulabschluss trat Smith der United States Army bei und kämpfte als Soldat im Zweiten Weltkrieg. Anschließend zog er nach Kailua in Hawaii und arbeitete dort als Handelsvertreter für Farben und Lacke. Mit dem verdienten Geld eröffnete er später einen Fotografieladen, den er bis zu seinem Ruhestand im Jahr 1980 betrieb.
1956 heiratete er die Hawaiianerin Florine und sie bekamen Kinder und Enkelkinder. Im Ruhestand zog er Anfang der 1990er-Jahre mit seiner Frau nach Las Vegas. Er war ein beliebter Gast auf Wiedersehensfeiern der Kleinen Strolche, besuchte gerne Conventions in Hollywood und gab Autogramme und Auskünfte über seine kurzlebige Karriere als Schauspieler. Im Jahr seines Todes wirkte er an der Dokumentation Added Attractions: The Hollywood Shorts Story als Interviewpartner mit.

### Der Mord
Nachdem seine Ehefrau Florine im Februar 2002 gestorben war, lernte Smith den 52-jährigen Obdachlosen Charles „Wayne“ Crombie kennen. Er ließ ihn kostenlos in einem Schuppen auf seinem Grundstück wohnen, wofür Crombie dem betagten Smith im Alltag zur Hand gehen sollte.
Mitte Oktober 2002 meldeten Smiths Kinder ihren 87-jährigen Vater als vermisst und man verständigte die Polizei von Las Vegas. Zuvor war man am 5. Oktober 2002 in der Wüste von Nevada – rund 40 Kilometer nördlich von Las Vegas – auf den Leichnam eines Mannes, der später als Jay R. Smith identifiziert wurde, gestoßen. Schon bald darauf wurde Charles Crombie verhaftet, offenbar hatte er Smith in seinem Haus mit drei Messerstichen getötet und seinen Leichnam anschließend in die Wüste gebracht. Crombie hatte nach dem Mord an Smith dessen Kreditkarte sowie sein Buick-Automobil gestohlen.
Crombie wurde im Februar 2005 wegen des Raubmords an Smith zu zweimal lebenslänglichen Haftstrafen ohne die Möglichkeit einer vorzeitigen Haftentlassung verurteilt. Nur das Geständnis und seine Reue verhinderten die Todesstrafe. Crombie starb am 17. Juli 2014 im Alter von 64 Jahren nach langer Krankheit im Gefängniskrankenhaus von Carson City.